# Ганглион
Ганглион (лат. ganglion) представља скуп тела нервних ћелија, која образују структуре налик на чворове. Они су придодати аутономном нервном систему, појединим можданим и свим кичменим живцима. На основу морфолошких и функционалних карактеристика, ганглиони се деле на: сензитивне и вегетативне (аутономне).
Сензитивни ганглиони кичмених нерава (лат. ganglion sensorium nervi spinalis) су смештени у њиховим задњим коренима, односно у близини места спајања предњих и задњих коренова кичмених нерава. Ћелије спиналних сензитивних ганглиона имају само један наставак, који се дели на централни и периферни продужетак. Постоје два типа ових ћелија и наставака: општи соматски и општи висцерални.
Сензитивни ганглиони можданих живаца (лат. ganglion sensorium nervi cranialis) слични су претходним са изузетком ганглиона тремно-пужног живца који садрже биполарне нервне ћелије. Поред овог нерва, сензитивни ганглиони су придодати и другим кранијалним живцима: тригеминални ганглион за трограни живац, коленасти ганглион за живац лица, горњи и доњи ганглион за језично-ждрелни живац и доњи и горњи ганглион за живац луталац.
Вегетативни ганглиони (лат. ganglion autonomicum) има грађу идентичну сензитивним ганглионима, али су им нервне ћелије мултиполарне тј. садрже велики број наставака. Вегетативне ганглије се деле на: симпатикусне и парасимпатикусне.